# Menahot
El tractat Menahot, és el segon tractat de l'ordre de Kodaixim, de la Mixnà i el Talmud. El tractat té una Tosefta i una Guemarà en el Talmud de Babilònia. El tractat Menahot tracta sobre les regles relacionades amb la preparació i la presentació de les ofrenes de gra, farina i beguda, incloent l'ofrena que era cremada en l'altar, i la resta era consumida pels sacerdots, tal com s'especifica en la Torà (Levític 2:1), l'ofrena de l'ordi (Levític 23.10), l'ofrena dels dos pans (Levític 23.17), i l'ofrena dels pans de la proposició (Levític 24:5), aquestes eren les ofrenes de gra i farina del Temple de Jerusalem.